# Afrolaophonte schmidti
Afrolaophonte schmidti is een eenoogkreeftjessoort uit de familie van de Laophontidae. De wetenschappelijke naam van de soort is voor het eerst geldig gepubliceerd in 1981 door Mielke.